# Nederlandse kampioenschappen schaatsen afstanden 1995 - 1000 meter vrouwen
De 1000 meter vrouwen op de Nederlandse kampioenschappen schaatsen afstanden 1995 werd gereden in december 1994 in ijsstadion De Uithof in Den Haag. 
Er deden deze editie twaalf deelneemsters mee. Titelverdedigster was Christine Aaftink, zij werd opgevolgd door Sandra Zwolle.

## Uitslag
| #      | Schaatser             | tijd    |
| ------ | --------------------- | ------- |
| Goud   | Sandra Zwolle         | 1.26,45 |
| Zilver | Christine Aaftink     | 1.26,52 |
| Brons  | Léontine van Meggelen | 1.27,09 |
| 4      | Anita Loorbach        | 1.27,66 |
| 5      | Anja Bollaart         | 1.29,13 |
| 6      | Jolanda Grimbergen    | 1.29,23 |
| 7      | Coriene Pot           | 1.29,69 |
| 8      | Frouke Oonk           | 1.29,77 |
| 9      | Marieke Wijsman       | 1.30,35 |
| 10     | Elke Zijlstra         | 1.30,69 |
| 11     | Jolanda van Goozen    | 1.30,87 |
| DQ     | Ellen Linnenbank      | 1.32,47 |

Uitslag
1987 · 
1988 · 
1989 · 
1990 · 
1991 · 
1992 · 
1993 · 
1994 · 
1995 · 
1996 · 
1997 · 
1998 · 
1999 · 
2000 · 
2001 · 
2002 · 
2003 · 
2004 · 
2005 · 
2006 · 
2007 · 
2008 · 
2009 · 
2010 · 
2011 · 
2012 · 
2013 · 
2014 · 
2015 · 
2016 · 
2017 · 
2018 · 
2019 · 
2020 · 
2021 · 
2022 · 
2023 · 
2024 · 
2025